# Negeri Sembilan

Negeri Sembilan elhelyezkedése Malajzia térképén.

Negeri Sembilan zászlaja

Negeri Sembilan (ejtsd: ~ Szembilan) Malajzia egyik állama, a Maláj-félsziget nyugati részén.
Területe 6686 km², lakossága 997 000 fő volt 2010-ben népsűrűsége 150 fő/km².
Székhelye Seremban.
Az állam gazdaságának fő ágazatai - az ónbányászat lehanyatlása után - ma a feldolgozó- és szolgálatóipar, a turizmus, a rizs és a gumi (kaucsuk).

## Népesség
Az állam fő etnikumai 2010-ben: maláj 57,8%, kínai 21,9%, indiai 14,3%.
Vallási megoszlás: muszlim 60%, buddhista 21%, hindu 13,4%, keresztény 2,4%.

## Fordítás
- Ez a szócikk részben vagy egészben  a   Negeri Sembilan című angol Wikipédia-szócikk fordításán alapul.  Az eredeti cikk szerkesztőit annak laptörténete sorolja fel. Ez a jelzés csupán a megfogalmazás eredetét és a szerzői jogokat jelzi, nem szolgál a cikkben szereplő információk forrásmegjelöléseként.